# ブラバム・BT46
ブラバム・BT46（Brabham BT46）は、ブラバムが1978年から1979年にかけて使用したフォーミュラ1カー。改良型BT46Bは通称「ファン・カー」として知られる。

## BT46

### 表面冷却システム
ブラバムは1976年よりアルファロメオ水平対向12気筒エンジンを搭載していたが、主流派のフォード・コスワース・DFVエンジンより馬力は勝っていたものの、重量超過という問題を抱えていた。デザイナーのゴードン・マレーは車体の軽量化と空気抵抗の削減を兼ねて、冷却系統の大胆なコンパクト化を試みた。
マレーはスポーツカーノーズ内にラジエターを左右分割して搭載する「ラジエターノーズ」を好んでいたが、BT46では三角断面モノコックの側面にアルミ製の薄いヒートエクスチェンジャーパネルを並べ、ボディ表面を流れる気流でエンジン冷却水とオイルをクーリングする方式とした。シュナイダー・トロフィー・レースで活躍した水上競争機、スーパーマリン S.5を参考にしたもので、片側9枚の冷却パネルはモノコックの補強材も兼ねていた。
ラジエターの無くなったノーズには、通常のフロントウイング2枚が取り付けられた。アッパーカウルはロールバー後方で短く切り落とされ、エンジンカバーは低く平らに成形された。リアウイングはウルフ・WR1に倣い、太い鋼管チューブで翼端板を支持した。その他、ダンロップ製カーボンブレーキディスク、ダッシュボードの切替え式デジタルディスプレイ、データロガー装置、内蔵式エアジャッキなど、意欲的な技術が盛り込まれた。
テスト走行では期待通りストレートスピードが顕著に上昇した。しかし、ボディ表面に発生する境界層が冷却装置の熱交換を妨げ、真冬のシルバーストン・サーキットでも水温がオーバーヒートした（油温は異常なし）。また、アルミは温度により膨張と収縮を繰り返すため、ボディが変形してしまうという問題も厄介だった。この問題を解決するためボディーと冷却器を固定するビスの穴の寸法に余裕を持たせ、ビスの締め付けトルクを厳重に管理すると共に、グラファイト製のワッシャーを間に挟み込んで滑りをよくし変形を防いだ。さらに冷却対策として後方の冷却器（前5枚+小1枚が冷却水、後ろ3枚がオイル用、共に片側）に気流を導く空力パーツを取り付ける予定であった。しかし、実戦デビューまで1ヶ月を切っており、デザイナーが実質マレー1人では対処のしようがなく、システムは実戦を待たずお蔵入りになった。

### 実戦型

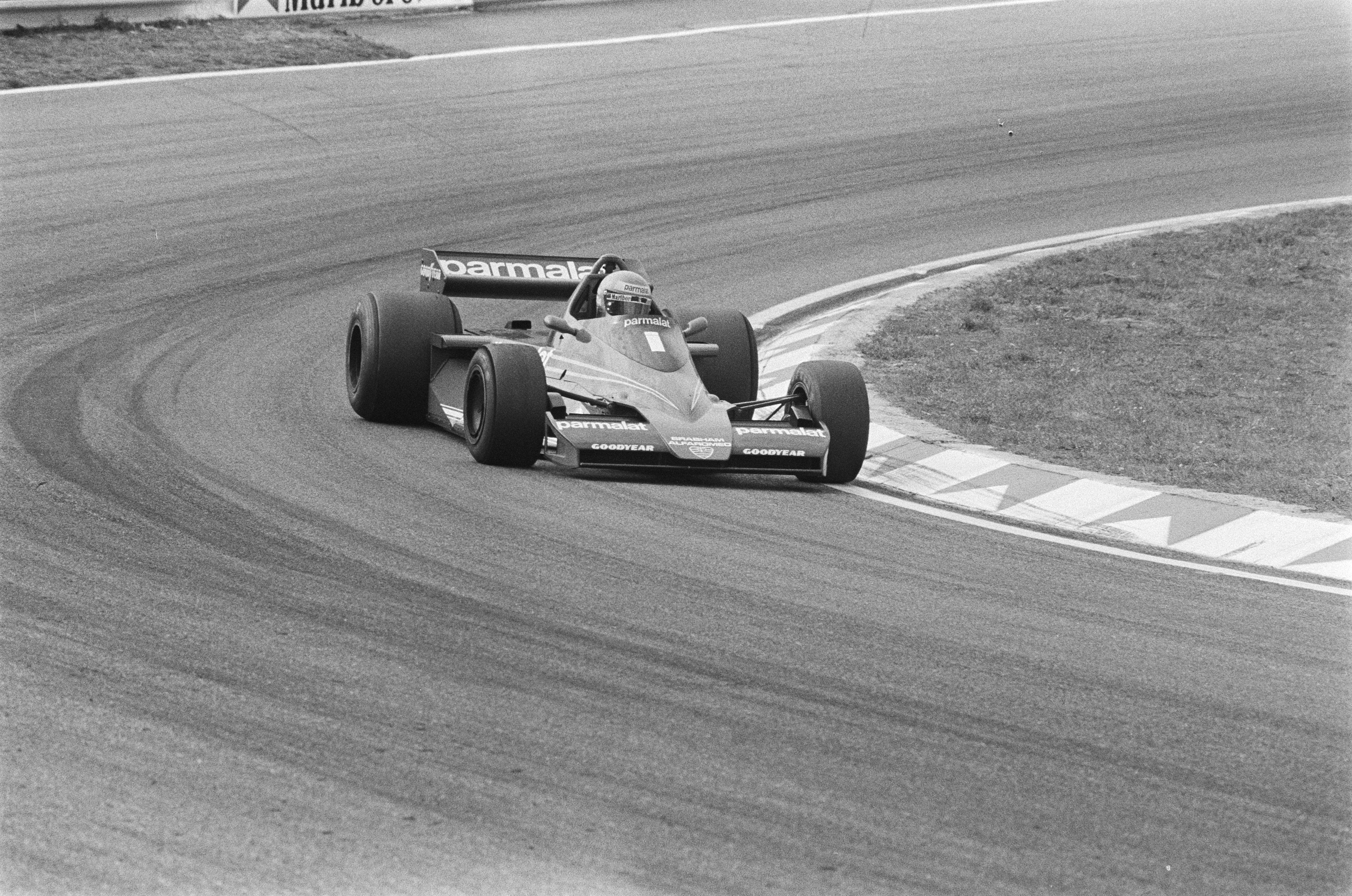
1978年オランダGPにてBT46をドライブするニキ・ラウダ

表面冷却を諦めた後、ラジエターはノーズに戻され、二重フロントウイングの間に薄い一体型のラジエターを置く「ラジエターウイング」方式とした。オイルクーラーはエンジンカウルの横に張り出して置かれた。スポンサーロゴはマルティニに替わり、新加入のニキ・ラウダが持ち込んだパルマラットになった。
BT46は1978年の第3戦南アフリカGPから投入され、デビュー戦でラウダがポールポジションを獲得した。4号車と6号車はBT46Bに改装され、第8戦スウェーデンGPでデビューウィンを飾るが、使用禁止処分を下された（後述）。
第9戦フランスGPからBT46が再登場し、ジョン・ワトソンがポールポジションを獲得した。第14戦イタリアGPでは予選フロントロウのマリオ・アンドレッティ（ロータス）とジル・ヴィルヌーヴ（フェラーリ）がフライングスタートの1分加算ペナルティを受け、ラウダとワトソンが1.5秒差でワンツーフィニッシュを決めた。最終戦カナダGPでは、3台目のBT46に新人ネルソン・ピケが乗った。
1979年の開幕戦アルゼンチンGPでは、レギュラーに昇格したピケのみがBT46を使用した。以後、後継のBT48にバトンタッチした。

## BT46B（ファン・カー）

### 開発の経緯

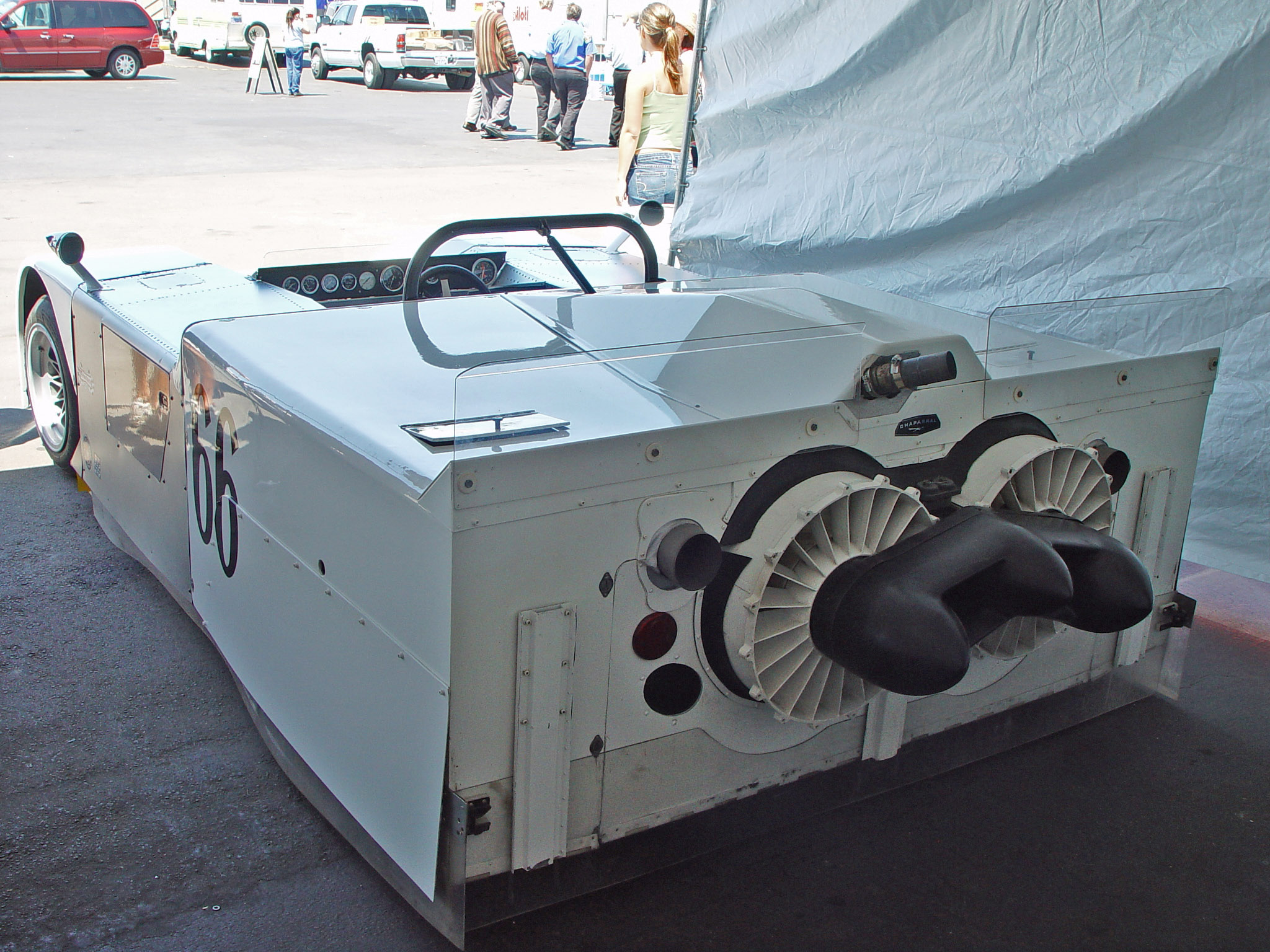
元祖ファン・カー、シャパラル・2J

1977年に登場したロータス・78は、車体側面の翼構造（サイドウイング）で車体下面に負圧を発生させ、強いダウンフォースを獲得するという手法で、F1界にグラウンド・エフェクト・カー（ウイングカー）革命を起こした。ライバルチームも翌年にはその秘密を理解し、コピーマシンの開発に取り掛かっていたが、ブラバムの場合は三角断面モノコック＋水平対向エンジンという横幅の広さが仇となり、サイドウイングを設置することができなかった。マレーは別のダウンフォース獲得手段として、大型送風機（ファン）を取り付けて車体の底から空気を吸い出し、負圧を発生させるという方法に行き着いた。
この「ファン・カー」には、1970年にカナディアン-アメリカン・チャレンジカップ (Can-Am)で使用されたシャパラル・2Jという前例があったが、空力部品の可動禁止規定に反するとして使用禁止になっていた。ブラバムが同じ機構を用いれば、車検で失格になることは明らかだった。
マレーは「第一機能としての空力部品は可動してはならない」とするレギュレーションの「第一機能」という記述に目を付けた。辞書で意味を調べ、法律関係者にも相談した結果、機械装置の第一機能とは50%以上を意味すると判断した。そこでファンの吸気経路をふたつに分け、「第一機能（55%）はラジエターの強制冷却であり、空気の吸い出しは副次機能（45%）に過ぎない」と説明し、規則の曖昧さを突く形でF1統括団体の国際自動車連盟スポーツ委員会 (FIA-CSI)から使用許可を得ることに成功した。ブラバムのオーナーだったバーニー・エクレストンは、後々この件について聞かれると、「偶然にも、我々には考えも付かなかったダウンフォースという効果がファンを装着することによって生じた」と真顔で答えたという。

### 強制排気システム
マグネシウム合金製の大型ファンはテールエンドに設置され、ギアボックスから抽出した動力で駆動した。メカニズムは複雑で、4セットのクラッチが組み込まれた。また、作動状態をドライバーが確認できるよう、コクピット内に流速計が設置された。
ファンが高速回転するとエンジンカウル上面のダクトから気流が流れ込み、エンジン上部に水平に置かれたラジエターを冷却した。そして（実際の主機能として）エンジン下面から空気を吸い出し、車体と路面の間に負圧を発生させた。外部から空気が流入すると負圧効果が落ちるため、エンジンルームの周囲は路面近くまで箱型のカウルで覆われた。さらにエンジン下面の前後左右に可動式スカートを取り付け、車高の上下動に応じて路面と常に接触するようセッティングした。
ウイングカーはサイドポンツーン内部のベンチュリ構造を通過する気流によって負圧を発生するため、ダウンフォース発生量は車速（=気流の速さ）に依存していた。これに対し、ファンカーは能動的に負圧を生成するため、どの速度域でも安定したダウンフォースを獲得することができ、中低速コーナーではより効果的だった。マレーは「モナコでのラップタイムは10秒縮まっただろう」と推測している。

### デビューウィンと使用禁止騒動
BT46Bの開発は秘密主義で進められた。バロッコのアルファ・ロメオ社有コースでテストを行い、合同テストに参加した際には、ピットに停車するとファンにゴミ入れの蓋を被せて内部を覗かれないようガードした。デビュー戦の第8戦スウェーデンGPでは好奇と批難の目線を浴び、ライバルチームを刺激しないよう、練習走行ではあえて燃料フルタンクにハードタイヤを履いて走行した。
予選はポールポジションのマリオ・アンドレッティ（ロータス）に続き、BT46Bに乗るジョン・ワトソンとニキ・ラウダが2位・3位に付けた。決勝はアンドレッティのロータス・79とラウダのBT46B（ウイングカー対ファンカー）のマッチレースとなった。ラウダは39周目にアンドレッティを追い抜き、ロータスがエンジンブローした後は独走態勢に持ち込み、2位リカルド・パトレーゼに34秒差をつけて優勝した。ワトソンはスロットルの故障によりリタイアしたが、マシンの性能的にはワン・ツー体制でのデビューウィンも可能だった。
レース後、ロータス、ティレル、マクラーレン、ウィリアムズ、サーティースらは「ファンから埃や小石を撒き散らすので、後続車に危険を与える」とCSIに抗議した。2日後、CSIの派遣団がブラバムのファクトリーで検分を行い、改めて合法であると認めた。しかし、その2日後、F1コンストラクター協会 (FOCA) の緊急会議で妥協案が採決され、抗議を撤回する代わりにブラバムは第11戦ドイツGP以降BT46Bを出走させないことが決まった。抗議派の中心だったロータス代表のコーリン・チャップマンは、「ならば我々はサイドポッドにふたつファンを取り付けるぞ」とエクレストンを恫喝したという。さらに翌日、パリで行われたCSIの会議において、BT46Bは違法ではないものの「安全上の見地から」即刻使用禁止とする裁定が下された。スウェーデンGPの優勝は公認されたが、BT46Bは出場1戦1勝（勝率100%）というリザルトを残して選手権から排除された。
マレーはすでに新型ファン・カーBT47のデザインに取り掛かっていたが、この処分により計画中止となった。

### その後
BT46Bは1979年6月にドニントン・パークで行われたチャリティーイベント「グンナー・ニルソン・メモリアル・トロフィー」に参加し、ネルソン・ピケがドライブした。その後、ラウダのマシン（スウェーデンGP優勝車）はエクレストンのプライベート・コレクションとして保管されており、2009年バーレーンGPで展示公開された。
マレーはのちに「あれは非常に危険なクルマだったので、間違いなく禁止されて正解だった」「ただ個人的には、すべてのコンストラクターがエクレストンに圧力を掛けたのは良くなかったと思う」と述べている。ワトソンはエクレストンがFOCAのまとめ役として信望を得る上で、ファン・カーの撤退を受け入れた点が重要だったと指摘し、「あのマシンはF1のテクノロジーの分野ではなく、F1の政治的な分野に大きな影響を及ぼした」と述べている。
40年が過ぎた2019年、マレーが設立したゴードン・マレー・オートモーティブ (GMA) はハイパーカー「GMA・T.50」の市販予定を発表した。この車のリアには400mmの電動ファンを装備し、6つのエアロモードを選択できる。マレーは「1978年にブラバムBT46Bを設計して以来、グラウンド・エフェクト・ファン付きのロードカーをお届けすることを夢見ている」と語っている。

## F1における全成績
(key) （太字はポールポジション）
| 年     | シャシー           | エンジン              | タイヤ | No. | ドライバー | 1   | 2   | 3   | 4   | 5   | 6   | 7   | 8   | 9   | 10  | 11  | 12  | 13  | 14  | 15  | 16  | ポイント | 順位 |
| ------ | ------------------ | --------------------- | ------ | --- | ---------- | --- | --- | --- | --- | --- | --- | --- | --- | --- | --- | --- | --- | --- | --- | --- | --- | -------- | ---- |
| 1978年 | ブラバム BT46B (C) | アルファロメオ 115-12 | G      |     |            | ARG | BRA | RSA | USW | MON | BEL | ESP | SWE | FRA | GBR | GER | AUT | NED | ITA | USE | CAN | 53       | 3    |
| 1978年 | ブラバム BT46B (C) | アルファロメオ 115-12 | G      | 1   | ラウダ     |     |     | Ret | Ret | 2   | Ret | Ret | 1   | Ret | 2   | Ret | Ret | 3   | 1   | Ret | Ret | 53       | 3    |
| 1978年 | ブラバム BT46B (C) | アルファロメオ 115-12 | G      | 2   | ワトソン   |     |     | 3   | Ret | 4   | Ret | 5   | Ret | 4   | 3   | 7   | 7   | 4   | 2   | Ret | Ret | 53       | 3    |
| 1978年 | ブラバム BT46B (C) | アルファロメオ 115-12 | G      | 66  | ピケ       |     |     |     |     |     |     |     |     |     |     |     |     |     |     |     | 11  | 53       | 3    |